# Benjamin Giese
Benjamin Giese (* 1705 in Berlin; † 28. April 1755 in Potsdam) war ein deutscher Bildhauer des Friderizianischen Rokoko.

## Leben

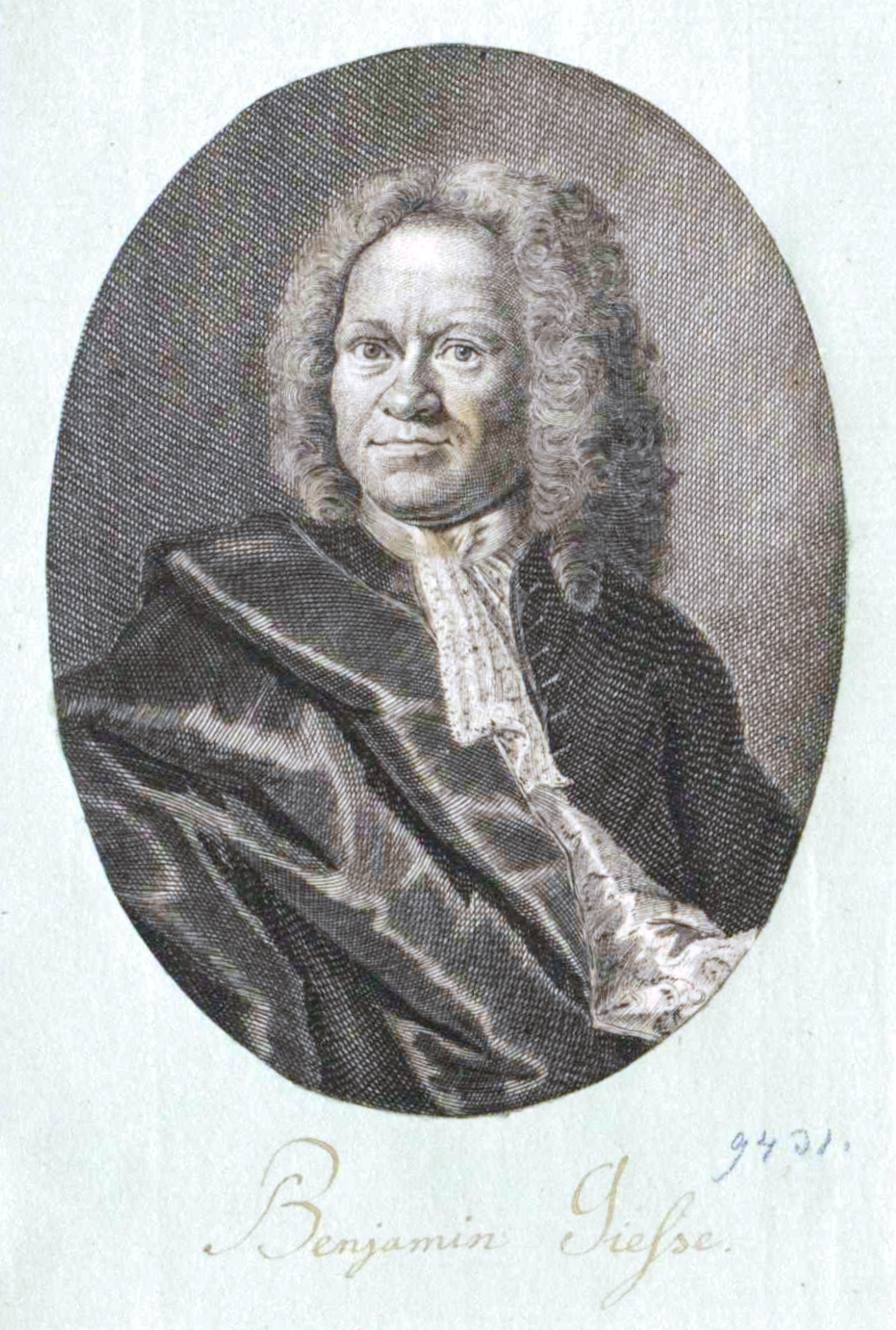
Benjamin Giese

Über Benjamin Gieses Leben ist bisher kaum etwas bekannt. Er war als Bildhauer und auch als Gießer in Berlin und Potsdam tätig. Eines seiner Werke war die erste Statue des Atlas von 1754 auf dem Alten Rathaus in Potsdam.